# Dolina Lejowa

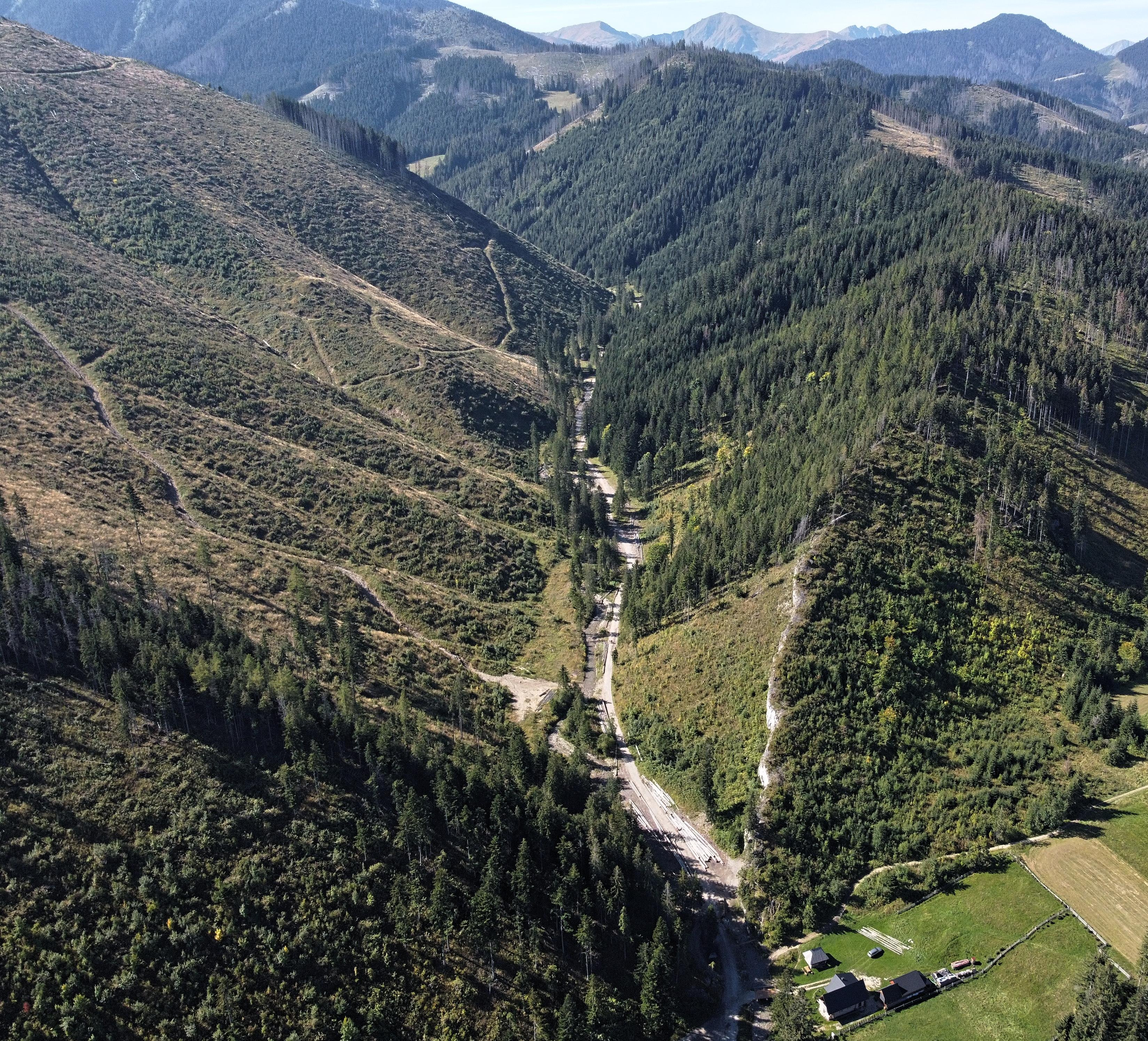
Dolina Lejowa (widok od strony północnej)

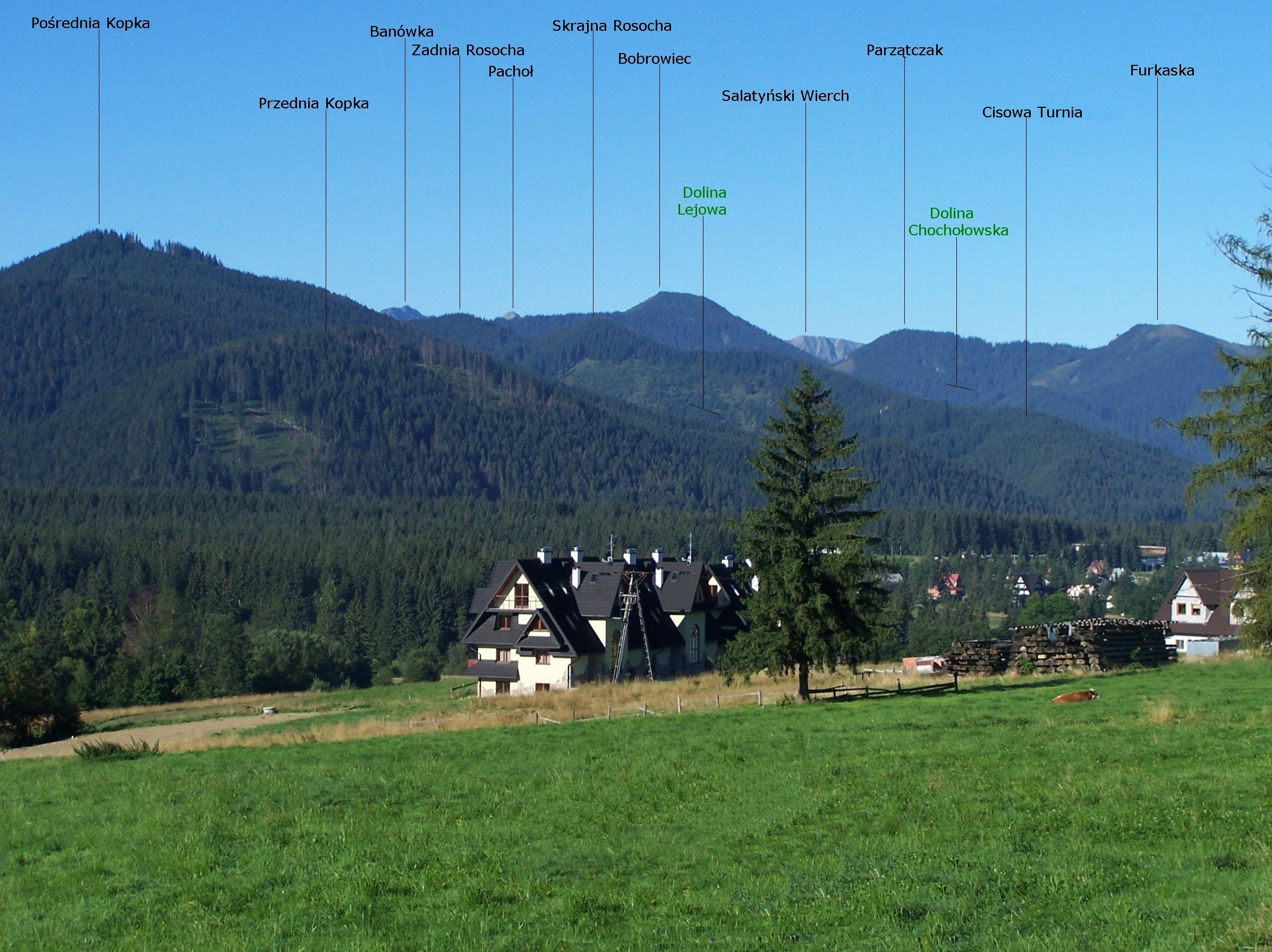
Widok z podnóży Pasma Gubałowskiego

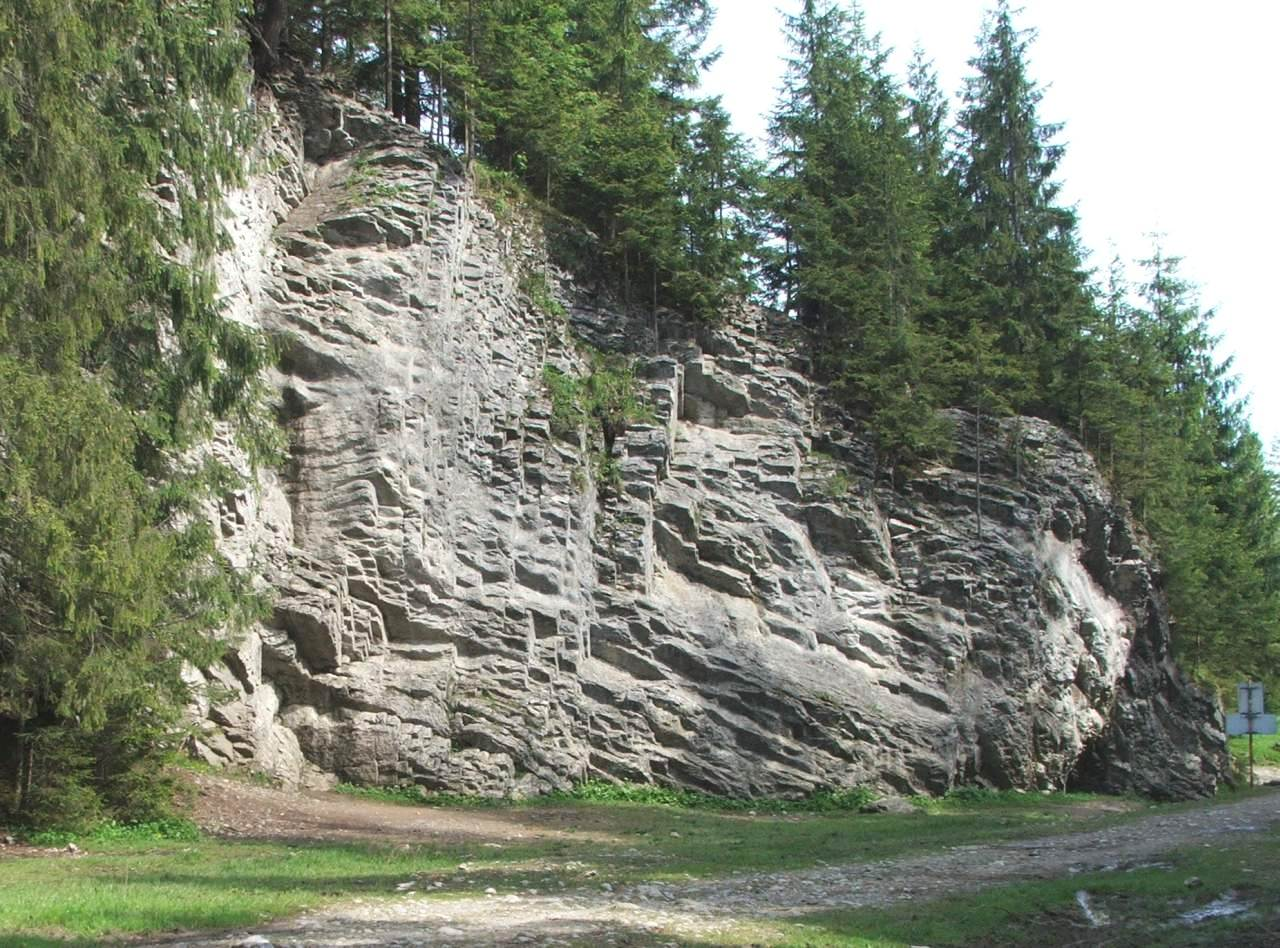
Skała Między Ściany u wylotu Doliny Lejowej

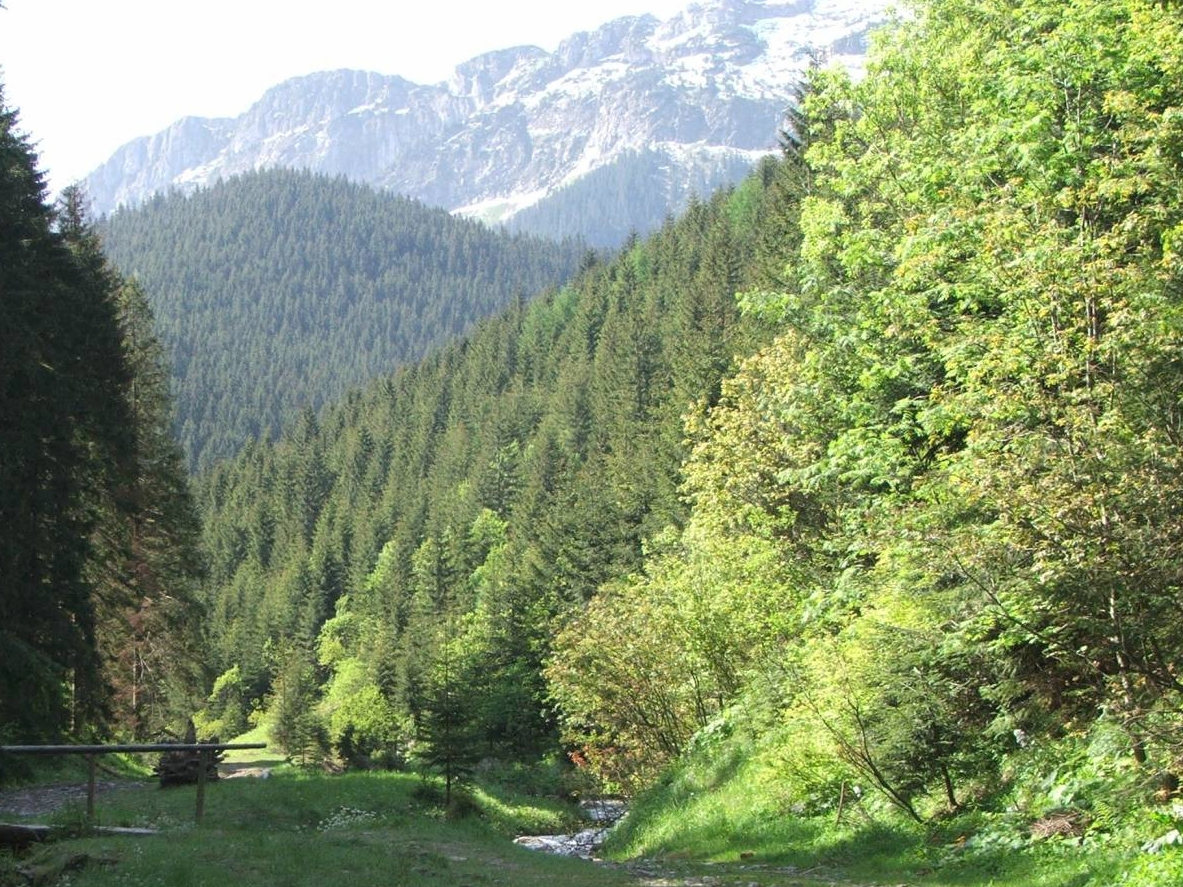
Widok na Dolinę Lejową

Dolina Lejowa – dolina reglowa w polskich Tatrach Zachodnich, położona pomiędzy Doliną Kościeliską a Doliną Chochołowską. Jest środkową odnogą doliny Czarnego Dunajca.

## Topografia
Mająca kręty przebieg dolina o długości ok. 4,5 km opada spod Kominiarskiego Wierchu (1829 m) w północnym kierunku do polany Biały Potok (ok. 930 m n.p.m.). Dolinę otwiera charakterystyczna, wapienna skała zwana Między Ściany (udostępniona do wspinania za opłatą). Od wschodniej strony dolina ograniczona jest reglowymi wzniesieniami Kościeliskich Kopek oraz Suchego Wierchu (1428 m), od strony zachodniej również reglowymi wzniesieniami Cisowej Turni (1112 m), Skrajnej Rosochy (1262 m), Zadniej Rosochy (1271 m), Wierchu Kuca (1305 m), Wierchu Spalenisko (1324 m), Małego Opalonego Wierchu (1428 m), Wielkiego Opalonego Wierchu (1485 m) oraz należącego do masywu Kominiarskiego Wierchu grzbietu Kufa. W zachodnie jej zbocza od Wierchu Spalenisko wcina się oddzielony przełęczą Kominiarskie Siodło krótki boczny grzbiet z wierzchołkiem Diablińca (1241 m).
Dolina nie ma bocznych odgałęzień, jedynie spod Kominiarskiego Wierchu opadają do jej górnej części dwa żleby: Zabijak i Tylkowy Żleb.

## Opis doliny
Nazwa doliny pochodzi od nazwiska góralskiego Leja. W rejestrach z 1811 r. występuje jako właściciel tej hali Jędrzej Leja z Podczerwonego. Utworzona jest w skałach osadowych.
W dolinie znajdują się polany: Lejówki, Jaworzyna Lejowa, Polana Kuca, polana Huty Lejowe, Niżnia Polana Kominiarska i Przysłop Kominiarski. Przywrócono znowu na nich wypas (tzw. wypas kulturowy), dzięki czemu ograniczone zostało ich zarastanie lasem (niektóre polany nie są wypasane, lecz koszone). Dolne partie doliny należą do Hali Lejowej, górne zaś do Hali Kominy Tylkowe. Pod wierzchołkiem Skrajnej Rosochy w XIX wieku funkcjonowały kopalnie rud (Lejowe Banie). Dnem doliny płynie Lejowy Potok, wpadający do Kirowej Wody.
W dolinie znajduje się kilkanaście jaskiń, m.in.: Awen Odpękniętych Nacieków, Szczelina ze Śniegiem, Schron nad Lejową, Dziura nad Zabijakiem II, Jaskinia Mechata, Tylkowa Szczelina, Jaskinia Skośna, Jaskinia Lejowa Wyżnia, Suchy Biwak, Schron przy Suchym Biwaku, Szczelina w Grani I, Lejowa Szczelina oraz jeden z otworów jaskini Bańdzioch Kominiarski.
Obecnie Dolina Lejowa wchodzi w skład Wspólnoty Leśnej Uprawnionych Ośmiu Wsi z siedzibą w Witowie. Tym faktem oraz tym, że jurysdykcja Tatrzańskiego Parku Narodowego w obrębie Doliny Lejowej jest mocno ograniczona (choć dolina ta leży na obszarze TPN), można tłumaczyć zjawisko intensywnego wyrębu jej lasów.
Dolina Lejowa jest jednym z najrzadziej uczęszczanych przez turystów miejsc w polskich Tatrach.

## Szlaki turystyczne
– żółty szlak prowadzący dnem doliny z polany Biały Potok na Niżnią Polanę Kominiarską. Czas przejścia: 1:10 h, ↓ 55 min
Z uwagi na szkody powstałe 25 i 26 grudnia 2013 roku wskutek orkanu „Ksawery”, szlak żółty został do odwołania zamknięty dla ruchu turystycznego. Odwołanie nastąpiło 1 lipca 2016 roku.
 – znakowana czarno Ścieżka nad Reglami z Cudakowej Polany w Dolinie Kościeliskiej przez Przysłop Kominiarski, Niżnią Kominiarską Polanę i Kominiarską Przełęcz do Doliny Chochołowskiej.
- Czas przejścia z Doliny Kościeliskiej na Niżnią Kominiarską Polanę: 40 min, z powrotem 30 min
- Czas przejścia z polany do Doliny Chochołowskiej: 1:20 h, z powrotem 1:35 h